# غريسيوفولفين
غريسيوفولفين هو دواء مضاد قاتل للفطريات واسع الانتشار أي ليس فقط علاج موضعي وإنما يمكن إعطائه عن طريق الفم على معدة ممتلئة لينتشر في الدم ويقتل الفطريات أينما تتواجد.

## الاستعمال
يستخدم الغريسيوفولفين لعلاج السعفات الفطرية التالية:
- سعفة القدم
- سعفة الرأس
- سعفة الجسد
- سعفة اللحية
- سعفة الفخذ
- سعفة الأظفار
- سعفة الفروة

## الأشكال الدوائية
يتوفر هذا الدواء في صورة أقراص ومعلق (شراب).